# Campeonato Boliviano de Futebol de 2016–17
A temporada de 2016-17 do Campeonato Boliviano de Futebol foi a 40ª edição do torneio, que está sendo disputada desde 12 de agosto de 2016, com fim previsto para 19 de dezembro de 2017. Por conta das mudanças implementadas pela CONMEBOL quanto aos torneios continentais da entidade, esta temporada do campeonato nacional sofreu alterações e passou a contar com três turnos: Apertura 2016, Apertura 2017 e Clausura 2017. Em cada turno, as doze equipes se enfrentam em jogos de ida e volta e o campeão garante uma vaga na Copa Libertadores da América de 2018. Ao fim da competição, as tabelas dos três turnos serão somadas para a definição da vaga restante do país na Libertadores, das quatro vagas para a Copa Sul-Americana de 2018 e dos dois rebaixados à segunda divisão da próxima temporada.

## Participantes
| Equipe            | Cidade                  | Estádio                                 | Colocação em 2015-16 (tabela acumulada) | Títulos (último) |
| ----------------- | ----------------------- | --------------------------------------- | --------------------------------------- | ---------------- |
| Blooming          | Santa Cruz de la Sierra | Ramón Aguilera                          | 11º                                     | 5 (2009-Cl.)     |
| Bolívar           | La Paz                  | Hernando Siles / Simón Bolivar          | 5º                                      | 26 (2015-Cl.)    |
| Guabirá           | Montero                 | Gilberto Parada                         | 1º (Nacional B)                         | 1 (1975)         |
| Jorge Wilstermann | Cochabamba              | Félix Capriles                          | 2º (Campeão Clausura 2015-16)           | 13 (2016-Cl.)    |
| Nacional Potosí   | Potosí                  | Víctor Ugarte                           | 7º                                      | 0                |
| Oriente Petrolero | Santa Cruz de la Sierra | Ramón Aguilera                          | 6º                                      | 5 (2010-Cl.)     |
| Petrolero         | Yacuiba                 | Provincial de Yacuiba / Federico Ibarra | 8º                                      | 0                |
| Real Potosí       | Potosí                  | Víctor Ugarte                           | 12º                                     | 1 (2007-Ap.)     |
| San José          | Oruro                   | Jesús Bermúdez / Manuel Flores          | 10º                                     | 3 (2007-Cl.)     |
| Sport Boys        | Warnes                  | Edgar Peña / Samuel Vaca                | 4º (Campeão Apertura 2015-16)           | 1 (2015-Ap.)     |
| The Strongest     | La Paz                  | Hernando Siles / Rafael Mendoza         | 1º                                      | 14 (2013-Ap.)    |
| Universitario     | Sucre                   | Olímpico Patria                         | 3º                                      | 2 (2014-Cl.)     |

## 1º turno: Apertura 2016
Com início em 12 de agosto e encerramento em 21 de dezembro de 2016, as doze equipes jogaram todas contra todas, em partidas de ida e volta. O campeão garantiu vaga na fase de grupos da Copa Libertadores da América de 2018.
- Atualizado em 21 de dezembro de 2016 [1]

| Pos | Equipes           | Pts | J  | V  | E | D  | GM | GS | SG  | Classificação ou rebaixamento                  |
| --- | ----------------- | --- | -- | -- | - | -- | -- | -- | --- | ---------------------------------------------- |
| 1   | The Strongest     | 49  | 22 | 14 | 7 | 1  | 44 | 12 | +32 | Classificados à final do Torneio Apertura 2016 |
| 2   | Bolívar           | 49  | 22 | 15 | 4 | 3  | 46 | 21 | +25 | Classificados à final do Torneio Apertura 2016 |
| 3   | Oriente Petrolero | 34  | 22 | 10 | 4 | 8  | 25 | 31 | -6  |                                                |
| 4   | Real Potosí       | 31  | 22 | 9  | 4 | 9  | 33 | 30 | +3  |                                                |
| 5   | Blooming          | 29  | 22 | 8  | 5 | 9  | 24 | 25 | -1  |                                                |
| 6   | Jorge Wilstermann | 29  | 22 | 8  | 5 | 9  | 28 | 34 | -6  |                                                |
| 7   | Nacional Potosí   | 28  | 22 | 8  | 4 | 10 | 41 | 47 | -6  |                                                |
| 8   | Sport Boys        | 26  | 22 | 6  | 8 | 8  | 27 | 31 | -4  |                                                |
| 9   | Universitario     | 25  | 22 | 6  | 7 | 9  | 27 | 37 | -10 |                                                |
| 10  | San José          | 24  | 22 | 7  | 3 | 12 | 29 | 42 | -13 |                                                |
| 11  | Petrolero         | 23  | 22 | 6  | 5 | 11 | 20 | 19 | +1  |                                                |
| 12  | Guabirá           | 20  | 22 | 6  | 2 | 14 | 27 | 42 | -15 |                                                |

### Final
Como duas equipes tiveram a melhor pontuação da Apertura 2016, houve um jogo para definir o campeão do torneio.
| 24 de dezembro de 2016 | The Strongest             | 2 – 1 | Bolívar      | Estádio Hernando Siles, La Paz           |
| 12:00 (UTC−4)          | Pedrozo 31' · Escobar 74' |       | Callejón 88' | Público: 34 237 Árbitro: BOL Gery Vargas |

| Campeonato Boliviano de Futebol de 2016-17 |
| Campeão Boliviano 2016 (Apertura)          |
| ------------------------------------------ |
| The Strongest Campeão (15° título)         |

## 2º turno: Apertura 2017
Com início em 29 de janeiro e encerramento em 29 de junho de 2017, as doze equipes jogam novamente todas contra todas, em partidas de ida e volta. O campeão garantirá uma vaga na Copa Libertadores da América de 2018, podendo ser na fase de grupos ou na fase preliminar, dependendo do número de pontos do campeão do 3º turno: Clausura 2017.
- Atualizado em 29 de junho de 2017 [2]

| Pos | Equipes           | Pts | J  | V  | E | D  | GM | GS | SG  | Classificação ou rebaixamento    |
| --- | ----------------- | --- | -- | -- | - | -- | -- | -- | --- | -------------------------------- |
| 1   | Bolívar           | 50  | 22 | 16 | 2 | 4  | 59 | 16 | +43 | Classificado à Libertadores 2018 |
| 2   | The Strongest     | 41  | 22 | 13 | 2 | 7  | 47 | 31 | +16 |                                  |
| 3   | Guabirá           | 39  | 22 | 12 | 3 | 7  | 44 | 31 | +13 |                                  |
| 4   | Oriente Petrolero | 37  | 22 | 11 | 4 | 7  | 40 | 31 | +9  |                                  |
| 5   | Blooming          | 34  | 22 | 11 | 1 | 10 | 39 | 50 | -11 |                                  |
| 6   | Nacional Potosí   | 33  | 22 | 10 | 3 | 9  | 37 | 35 | +2  |                                  |
| 7   | San José          | 28  | 22 | 7  | 7 | 8  | 33 | 32 | +1  |                                  |
| 8   | Sport Boys        | 28  | 22 | 8  | 4 | 10 | 41 | 50 | -9  |                                  |
| 9   | Real Potosí       | 25  | 22 | 8  | 1 | 13 | 30 | 50 | -20 |                                  |
| 10  | Jorge Wilstermann | 23  | 22 | 6  | 5 | 11 | 26 | 34 | -8  |                                  |
| 11  | Petrolero         | 20  | 22 | 5  | 5 | 12 | 36 | 51 | -15 |                                  |
| 12  | Universitario     | 18  | 22 | 5  | 3 | 14 | 21 | 42 | -21 |                                  |

| Campeonato Boliviano de Futebol de 2016-17 |
| ------------------------------------------ |

| Campeão Boliviano 2017 (Apertura) |
| --------------------------------- |
| Bolívar Campeão (27° título)      |

## 3º turno: Clausura 2017
Com início previsto para 9 de agosto e encerramento previsto para 19 de dezembro de 2017, as doze equipes jogarão novamente todas contra todas, em partidas de ida e volta. O campeão garantirá uma vaga na Copa Libertadores da América de 2018, podendo ser na fase de grupos ou na fase preliminar, dependendo do número de pontos do campeão do 2º turno. A equipe com a melhor pontuação entre os campeões da Apertura e da Clausura 2017 disputará a fase de grupos da competição continental, enquanto a outra entrará no torneio na fase preliminar.
Após o encerramento da Clausura 2017, as tabelas dos três turnos serão agregadas de modo que cada equipe tenha disputado 66 partidas. Excluindo as equipes campeãs dos três turnos, o clube com a melhor pontuação terá vaga na fase preliminar da Copa Libertadores da América de 2018. Caso uma equipe vença mais de um turno, a vaga remanescente será atribuída ao segundo melhor colocado na tabela agregada, excluindo os campeões.
Ainda na tabela agregada, excluindo as equipes classificadas para a Libertadores, os quatro clubes com as pontuações mais altas estarão classificados para a Copa Sul-Americana de 2018 e os dois clubes com as pontuações mais baixas disputarão a segunda divisão boliviana em 2018.
- Atualizado em 8 de dezembro de 2017 [3]

| Pos | Equipes                        | Pts | J  | V  | E  | D  | GM | GS | SG  | Classificação ou rebaixamento    |
| --- | ------------------------------ | --- | -- | -- | -- | -- | -- | -- | --- | -------------------------------- |
| 1   | Bolívara                       | 44  | 22 | 12 | 6  | 4  | 35 | 26 | +9  | Classificado à Libertadores 2018 |
| 2   | The Strongest                  | 40  | 22 | 12 | 4  | 6  | 42 | 24 | +18 |                                  |
| 3   | Jorge Wilstermannb             | 37  | 22 | 12 | 4  | 6  | 38 | 23 | +15 |                                  |
| 4   | San José                       | 33  | 22 | 10 | 3  | 9  | 31 | 26 | +5  |                                  |
| 5   | Blooming                       | 32  | 22 | 7  | 11 | 4  | 24 | 16 | +8  |                                  |
| 6   | Oriente Petrolero              | 28  | 22 | 7  | 7  | 8  | 28 | 30 | -2  |                                  |
| 7   | Guabirá                        | 28  | 22 | 8  | 4  | 10 | 29 | 32 | -3  |                                  |
| 8   | Futebol Universitario de Sucre | 26  | 22 | 7  | 5  | 10 | 26 | 34 | -8  |                                  |
| 9   | Petrolero                      | 25  | 22 | 6  | 7  | 9  | 24 | 23 | +1  |                                  |
| 10  | Real Potosí                    | 25  | 22 | 7  | 4  | 11 | 21 | 36 | -15 |                                  |
| 11  | Sport Boys                     | 23  | 22 | 6  | 5  | 11 | 25 | 40 | -15 |                                  |
| 12  | Nacional Potosí                | 21  | 22 | 6  | 3  | 13 | 25 | 35 | -10 |                                  |

a Bolívar recebeu dois pontos devido a uma violação das regras pelo Jorge Wilstermann durante a partida válida pelo Torneio Clausura.

b Jorge Wilstermann perdeu três pontos como punição por uma violação das regras relativas aos jogadores estrangeiros no campo durante a partida válida pelo Torneio Clausura contra a equipe do Bolívar
| Campeonato Boliviano de Futebol de 2016-17 |
| ------------------------------------------ |

| Campeão Boliviano 2017 (Clasura) |
| -------------------------------- |
| Bolívar Campeão (28° título)     |

## Tabela Acumulada
|  | Pos. | Equipes           | Pts | J  | V  | E  | D  | GM  | GS  | SG  | Classificação ou rebaixamento                                           |
|  | ---- | ----------------- | --- | -- | -- | -- | -- | --- | --- | --- | ----------------------------------------------------------------------- |
|  | 01°  | Bolívar (C)       | 143 | 66 | 43 | 12 | 11 | 140 | 63  | +77 | Fase de grupos da Copa Libertadores de 2018                             |
|  | 02°  | The Strongest (C) | 130 | 66 | 39 | 13 | 14 | 132 | 67  | +65 | Fase de grupos da Copa Libertadores de 2018                             |
|  | 03°  | Oriente Petrolero | 99  | 66 | 28 | 15 | 22 | 93  | 92  | +1  | Primeira fase da Copa Libertadores de 2018                              |
|  | 04°  | Blooming          | 95  | 66 | 26 | 17 | 23 | 87  | 91  | -4  | Copa Sul-Americana de 2018                                              |
|  | 05°  | Wilstermann       | 89  | 66 | 26 | 14 | 26 | 92  | 91  | +1  | Segunda fase da Copa Libertadores de 2018                               |
|  | 06°  | Guabirá           | 87  | 66 | 26 | 9  | 31 | 100 | 105 | -5  | Copa Sul-Americana de 2018                                              |
|  | 07°  | San José          | 85  | 66 | 24 | 13 | 29 | 93  | 100 | -7  | Copa Sul-Americana de 2018                                              |
|  | 08°  | Nacional Potosí   | 82  | 66 | 24 | 10 | 32 | 103 | 118 | -15 | Copa Sul-Americana de 2018                                              |
|  | 09°  | Real Potosí       | 81  | 66 | 24 | 9  | 33 | 84  | 115 | -31 |                                                                         |
|  | 10°  | Sport Boys        | 77  | 66 | 20 | 17 | 29 | 92  | 122 | -30 |                                                                         |
|  | 11°  | Petrolero         | 69  | 66 | 17 | 18 | 31 | 81  | 94  | -13 | Disputará o playoff de rebaixamento contra o Vice-Campeão da Nacional B |
|  | 12°  | Universitario     | 69  | 66 | 18 | 15 | 33 | 74  | 113 | -39 | Disputará o playoff de rebaixamento contra o Vice-Campeão da Nacional B |

|  | |
|  | Clasificado para a Copa Libertadores da América de 2018 como Campeão do Torneio Apertura 2016 (Bolivia 2).      |
|  | Clasificado para a Copa Libertadores da América de 2018 como Campeão do Torneio Apertura 2017 (Bolivia 1).      |
|  | Clasificado para a Copa Libertadores da América de 2018 como Melhor Pontuação (Bolivia 4).                      |
|  | Clasificado para a Copa Libertadores da América de 2018 como 3.° colocado do Torneio Clausura 2017 (Bolivia 3). |
|  | Clasificado para a Copa Sul-Americana de 2018 como Melhor Pontuação.                                            |
|  | Disputará o rebaixamento indireto contra o vice-campeão da Nacional B.                                          |

- Em caso de empate na pontuação entre duas equipes na última colocação será disputada uma partida de desempate em campo neutro, em caso de igualdade de três ou mais equipes se aplicará o critério de maior saldo de gols.

## Play-Off de Rebaixamento
As equipes do Petrolero e Universitario de Sucre depois de se igualarem em pontos na última posição, jogarão em uma sede neutra para definir o time que disputará o Play-Off de Rebaixamento contra o Vice-Campeão do Nacional B 2016-17 que foi o Destroyers.

### Desempate para o Play Off
| 20 de dezembro | Club Petrolero | 0–1 | Universitario de Sucre |  |
|                |                |     | Andia 26'              |  |

### Play-Off para o Rebaixamento
|  | Destroyers | – | Futebol Universitario de Sucre |  |
|  |            |   |                                |  |

|  | Futebol Universitario de Sucre | – | Destroyers |  |
|  |                                |   |            |  |